# Henivka, Pervomaisk
Henivka (în ucraineană Генівка) este un sat în comuna Romanova Balka din raionul Pervomaisk, regiunea Mîkolaiiv, Ucraina.

## Demografie
Componența lingvistică a localității Henivka
     Ucraineană (86,26%)
     Rusă (7,25%)
     Română (2,29%)
Conform recensământului din 2001, majoritatea populației localității Henivka era vorbitoare de ucraineană (86,26%), existând în minoritate și vorbitori de rusă (7,25%), armeană (4,2%) și română (2,29%).